# 轉速表

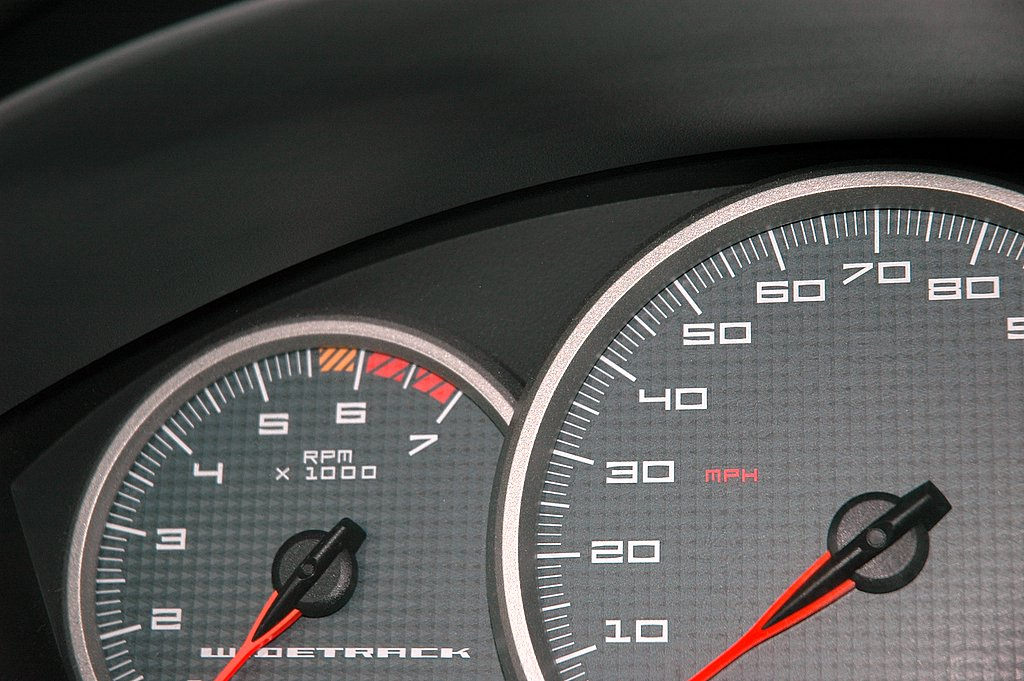
圖中左方的是一個最大轉速可以到7000RPM的轉速表

轉速表（英語：Tachometer）是一個可以量測並顯示轉速的儀器，量測的對象可以是軸、圓盤、甚至馬達或其他機器。常見的轉速表是以指針的方式顯示每分鐘轉速（RPM），指針偏離不同的角度就代表不同的轉速，不過數位式顯示的轉速表也越來越普遍。
機車或汽車上的轉速表一般是量測引擎曲轴上的轉速，和量測瞬時速度的速度表不同，因為車輛上的變速裝置，兩者不一定呈線性關係。

## 歷史
第一個機械式轉速表是量測旋轉時產生的離心力，類似離心式調速器的原理。發明轉速表的人是普魯士的科學家Dietrich Uhlhorn，他在1817年用轉速表量測機器的轉速，在1840年時，已經用轉速表來量測車輛的轉速。

## 在車輛和飛機上的應用

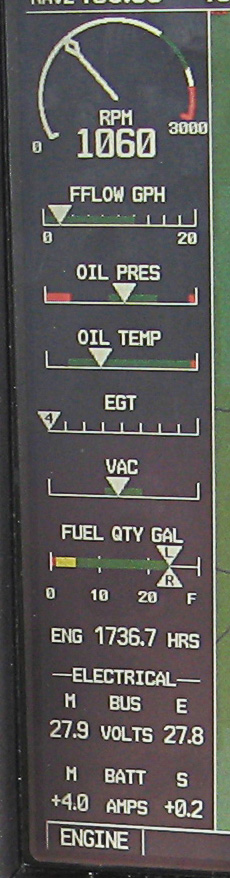
塞斯納172教練機上的G1000轉速表（1,060rpm）和引擎運作小時（1736.7小時）

汽車、機車、飛機或其他車輛上的轉速計是偵測引擎曲軸的轉速，一般會有標示說明引擎轉速的安全範圍，可以幫助駕駛調整油門及排檔到較佳的駕駛狀態。引擎在高速下運轉過久可能會導致潤滑不足、過熱（超過冷卻系統的冷卻能力）、引擎中零件超過其轉速能力（例如弹簧缩回阀），因此會產生額外的磨損、引擎的永久損壞或失效。這較常發生在手動變速器的情形。若是有指針的類比轉速表，會有一塊紅色的區域，即所謂的紅線，表示引擎運轉已超過安全運轉的範圍。在現代的車輛中，多半都會用轉速限制器，利用電子的方式來限制轉速以防失損壞，因此轉速表上的紅色區域多半是多餘的。利用傳統機械噴射系統的柴油引擎會整合转速调节器防止引擎轉速過高，因此配合這類引擎的車輛及機械其轉速表上就不會標示紅線。
在像拖拉機或卡車等車輛，在轉速表上會有其他標示（一般是綠色）來標示引擎可以產生最大力矩的區域，這也是這類車輛駕駛人最關心的資訊。大部份配有動力分導裝置的拖拉機會用轉速表顯示在一般速度下帶動動力分導裝置需要的引擎速度。在許多國家，拖拉機需要速度表才能在道路上行走，為了節省儀表數量，有些拖拉機在轉速表上會有另一組標示速度的刻度，這組刻度只在特定的一組排檔下會正確，但許多拖拉機只有一組排檔是適合在道路上行走的。若拖拉機有超過一組適合在道路上行走的排檔，一般會多加一個速度表。飛機用的轉速表會有一個綠色的圓弧標明又引擎設計時的巡航速度。
一些早期的車輛上，轉速表是由點火線圈低張力（LT）端產生的RMS電壓驅動，其他的車輛（包括大部份沒有點火系統的柴油引擎車輛）的引擎速度則是由交流发电机產生電壓的頻率決定。在現代有發動機控制器的車輛中，轉速表的訊號是由發動機控制器由曲軸或是凸輪軸的速度偵測器提供。

## 火車及軌道車輛
火車及軌道車輛的速度檢測裝置使用的相當頻繁，輪脈衝產生器、速度探測器，或是轉速表。常見的種類有配合遮光圓盤的光耦合器以及霍爾效應感測器。
霍爾效應感測器一般會配合一個連接在輪子、齒輪及馬達上的旋轉物體，此旋轉物體可能包括磁鐵，或是本身是一個有齒的輪子。旋轉物體會改變偵測頭內的磁通密度。偵測頭上有一個探針，距旋轉物體有適當距離可以偵測物體是否靠近偵測頭。此系統的一個問題是旋轉物體和偵測頭之間的氣隙中會累積鐵屑，使感測器無法感測轉速。
光隔離的感測器是完全密封的，可以防止環境中的異物進入。唯一外露的部份是一個密閉的連接器。感測器內部有一個有固定數量開槽的圓盤，圓盤的旋轉速度等於旋轉物體，圓盤兩面分別有電路板，其中有光电二极管、光電晶體、放大及濾波電路，目的是依使用者的電壓需求，產生方波的脈波，這類的感測器一般有二至八組獨立的輸出，可以提供給其他設備，像自動列車控制系統或是推進/剎車控制器。上述的設備可以提供兩組彼此之間有相位移的訊號，因此行車電腦可以用來決定旋轉的方向。這是瑞士法律中規定的設備，在靜止啟動時可以避免車輛倒退。
嚴格來說，上述的設備不能算是真正的轉速表，一方面沒有直接提供物體的轉速，需要根據設備提供的訊號，計算單位時間的脈波數來得到轉速，另一方面這類設備很難證明車輛在靜止狀態，只能等一段時間，確認這段時間內沒有脈波產生，推算設備的轉速在某個相當低的數值以下。這也是火車的列車停止和火車車門打開之間會間隔一段時間的原因。
除了感測轉速外，上述設備得到的旋轉角度可以再乘以車輪的半徑，即可得到行進的距離。開槽圓盤是典型火車上里程表系統使用的偵測器，也是列車保護系統中必備的一部份，包括著名的歐洲列車控制系統。
這類設備可以校正輪徑，其方法是用一個半徑已經量測過的主輪分別帶動各個車輪，比較各個車輪轉的圈數，因為所有的車輪都走相同的距離，因此車輪的直徑會和主輪旋轉圈數及待測輪旋轉圈數的比值成正比。此校正需在從一定速度慣性停機的條件下進行，以減少因車輪打滑造成的誤差。這類的自動校正是要產生更準備的牽引及剎車信號，也提昇車輪的打滑偵測機能。
依賴這類系統的里程表有一個缺點，就是在車輪打滑時，用旋轉角度及圈數推算的位移量不等於實際的位移量，因此會影響準確性，而車輪和鐵軌都非常光滑，摩擦係數低，因此更容易打滑。為了補償這部份的誤差，在火車後面會有第二組里程表，利用都卜勒雷達的原理來獨立量測速度。